# PDC Pro Tour 2004
Die PDC Pro Tour 2004 war die dritte Austragung der Dartsturnierserie von der PDC. Sie beinhaltete die UK Open Qualifiers und zum ersten Mal auch die Players Championships. Insgesamt wurden 13 Turniere und damit 5 mehr als im Vorjahr ausgetragen – 5 Players Championships und 8 UK Open Qualifiers.

## Preisgeld
Die Preisgelder für die UK Open Qualifiers entsprachen denselben wie im Vorjahr.
Sie unterteilten sich wie folgt:
| Runde         | Players Championships | UK Open Qualifiers |
| ------------- | --------------------- | ------------------ |
| Sieg          | £5,000                | £4,000             |
| Finale        | £2,500                | £2,000             |
| Halbfinale    | £1,250                | £1,000             |
| Viertelfinale | £600                  | £500               |
| Achtelfinale  | £300                  | £250               |
| Letzte 32     | £150                  | £100               |
| Letzte 64     | £75                   | £50                |
| Total         | £19,600               | £15,200            |

## Players Championships
| Nr. | Datum      | Turnier                               | Austragungsort | Sieger         | Ergebnis | Finalist     |
| --- | ---------- | ------------------------------------- | -------------- | -------------- | -------- | ------------ |
| 1   | 24.07.2004 | Bobby Bourn Memorial Trophy           | Blackpool      | Phil Taylor    | ? : ?    | Andy Jenkins |
| 2   | 25.09.2004 | PDPA Players Championship Wales       | Newport        | Wayne Mardle   | 3 : 2    | Colin Lloyd  |
| 3   | 16.10.2004 | PDPA Players Championship Ireland     | Dublin         | Colin Lloyd    | ? : ?    | Phil Taylor  |
| 4   | 06.11.2004 | PDPA Players Championship Netherlands | Rotterdam      | Ronnie Baxter  | 3 : 0    | Andy Smith   |
| 5   | 13.11.2004 | PDPA Players Championship Scotland    | Edinburgh      | Mark Dudbridge | 3 : 1    | Peter Manley |

## UK Open Qualifiers
| Nr.                        | Datum      | Turnier                   | Sieger        | Ergebnis | Finalist         |
| -------------------------- | ---------- | ------------------------- | ------------- | -------- | ---------------- |
| UK Open Qualifiers 2003/04 |            |                           |               |          |                  |
| 1                          | 11.01.2004 | North East Regional Final | Alan Caves    | ? : ?    | Dennis Priestley |
| 2                          | 24.01.2004 | Scottish Regional Final   | Steve Maish   | ? : ?    | Steve Parsons    |
| 3                          | 15.02.2004 | South West Regional Final | Kevin Painter | 2 : 0    | Roland Scholten  |
| 4                          | 21.03.2004 | North West Regional Final | Mark Robinson | 2 : 0    | Mark Dudbridge   |
| 5                          | 04.04.2004 | Midlands Regional Final   | Wayne Mardle  | ? : ?    | Andy Jenkins     |
| UK Open Qualifiers 2004/05 |            |                           |               |          |                  |
| 6                          | 26.09.2004 | Welsh Regional Final      | Phil Taylor   | 2 : 0    | Tommy Wilson     |
| 7                          | 17.10.2004 | Irish Regional Final      | Phil Taylor   | ? : ?    | Mark Walsh       |
| 8                          | 12.11.2004 | Scottish Regional Final   | Andy Smith    | 2 : 1    | Gary Anderson    |